# Flagge Litauens
Die Flagge Litauens ist eine Trikolore mit drei horizontalen Streifen in Gelb, Grün und Rot.

## Beschreibung und Bedeutung
Die drei Farben symbolisieren die litauischen Werte: Gelb steht für Sonne, Licht und Güte, Grün bedeutet Natur, Freiheit und Hoffnung, Rot ist das Land, der Mut und das Blut, welches für die Heimat vergossen wurde.
| Farbe   | Gelb                  | Grün                 | Rot                  |
| ------- | --------------------- | -------------------- | -------------------- |
| Pantone | 15-0955 TP / 1235 c/u | 19-6026 TP / 349 c/u | 19-1664 TP / 180 c/u |
| RGB     | 253-185-19            | 0-106-68             | 193-39-45            |
| CMYK    | 0-30-100-0            | 100-55-100-0         | 25-100-100-0         |

## Geschichte

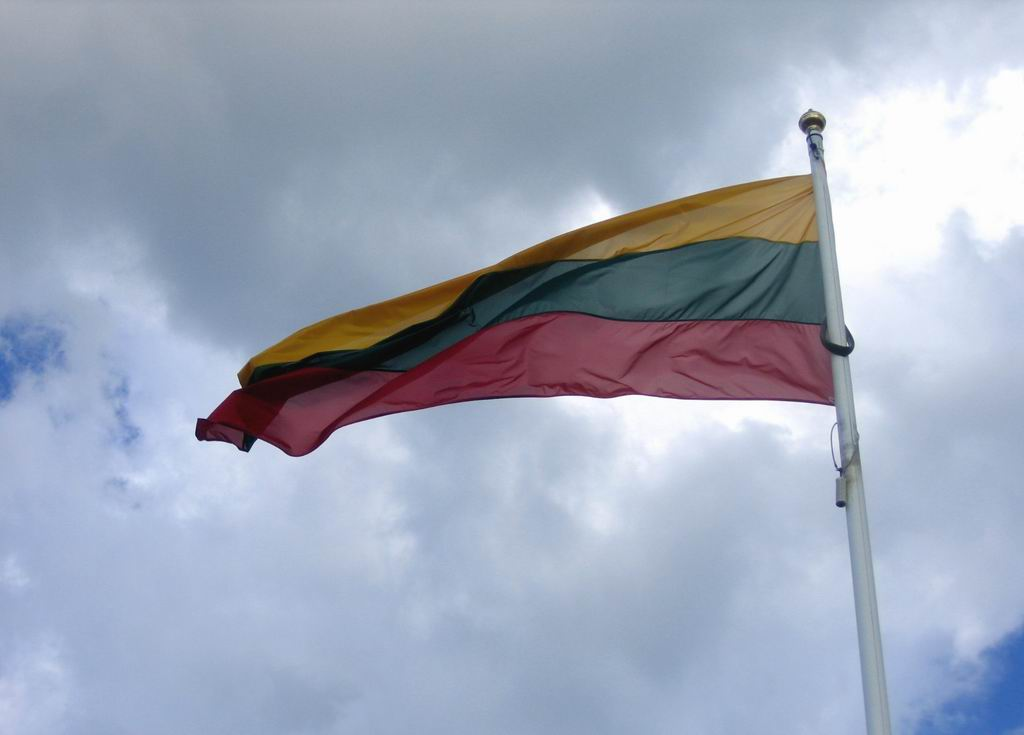
Flagge Litauens 1989–2004

Die erste Beschreibung litauischer Flaggen stammt aus einer Beschreibung der Schlacht bei Tannenberg, bei der ein Heer des Deutschen Ordens auf eine vereinigte Streitmacht des polnischen Königs Władysław II. Jagiełło und des litauischen Großfürsten Vytautas traf. Laut der Chronik von Jan Długosz führten 30 litauische Regimenter den Vytis, einen weißen Ritter auf rotem Grund, der einem Feind nachzujagen scheint. Zehn Regimenter führten als Feldzeichen die Säulen des Gediminas, eine weiße, stilisierte Burg, auf rotem Grund.
Der Vytis, wie er unter anderem im Wappen Litauens zu finden ist, findet sich erstmals im Jahr 1366 im Siegel von Algirdas, dem Großfürsten von Litauen. Die Säulen des Gediminas sind das Wappen der Gediminas-Dynastie, die ab 1316 die Großfürsten Litauens stellte. Die Regimenter unter diesem Feldzeichen waren vermutlich jene aus dem Stammland des Großfürsten, während die anderen Truppen den Vytis als Symbol des Großfürstentums zeigten. Der Vytis auf rotem Grund wurde bis zum Ende des 18. Jahrhunderts weiter als Flagge des Großfürsten, des Großfürstentums Litauen, als Kriegsflagge und letztlich als litauischer Hoheitszeichen verwendet. Zudem war der Vytis von 1569 bis 1795 Bestandteil des Wappens und der Flagge von Polen-Litauen.

Feldzeichen mit den Säulen des Gediminas, 1410
Feldzeichen mit dem Vytis, 1410
Flagge Polen-Litauens, 1569–1795

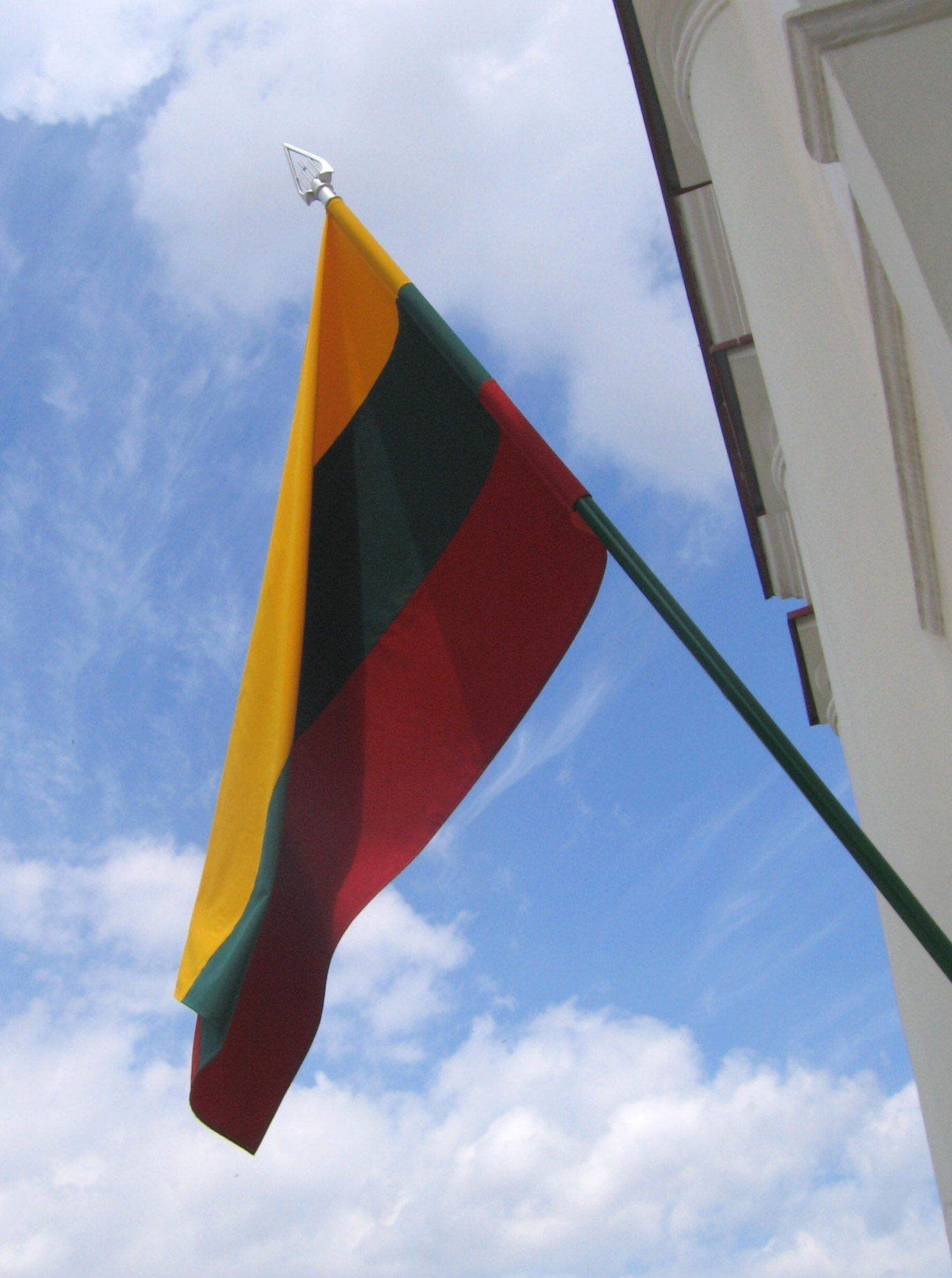
Flagge Litauens seit 2004

Mit der Französischen Revolution wurden Trikoloren populär. Die traditionellen litauischen Farben waren Weiß und Grün, die der Vytis-Flagge Rot und Weiß. Somit boten sich Rot, Weiß und Grün als Nationalfarben an. Sie wurden ab 1829 von litauischen Studenten an der Universität von Königsberg und ab 1885 von der Birute-Gesellschaft verwendet. Diese Farbzusammenstellung war aber nicht populär, da sie auch im ostpreußischen Kleinlitauen üblich war. Deshalb wurden oft Flaggen gezeigt, bei denen Rot und Grün durch einen schmalen gelben Streifen getrennt waren. Nach der Unabhängigkeitserklärung im Jahr 1918 wurde eine Kommission eingesetzt, die eine Nationalflagge entwerfen sollte. Da dieser Kommission, bestehend aus Jonas Basanavičius, Tadas Daugirdas und Antanas Žmuidzinavičius, Karminrot und Dunkelgrün als zu trist erschienen, fügte sie nach langen Beratungen den gelben Streifen hinzu. Als Seitenverhältnis wählte man 2:3. Ab Mitte der 1920er-Jahre wurden Rot und Grün heller dargestellt. Die Flagge Kleinlitauens wurde weiter zwischen 1920 und 1939 als Flagge des Memel-Distrikts verwendet.
1940 annektierte die Sowjetunion die Baltischen Staaten. Litauen erhielt zunächst als Sowjetrepublik eine Flagge entsprechend jener der Sowjetunion mit ihren Initialen. 1953 wurde die Gestaltung aller Flaggen der Sowjetrepubliken geändert und Litauen erhielt eine Sowjetflagge mit einem schmalen weißen und einem breiten grünen Streifen am unteren Rand und dem Hammer-und-Sichel-Symbol sowie einem roten Stern auf der Flaggenvorderseite. Ähnlich war die Flagge der Tadschikischen SSR, die aber unterhalb des grünen noch einen roten Streifen hatte.
Am 20. März 1989 wurde die alte gelb-grün-rote Flagge in den Proportionen 1:2 erneut offiziell angenommen. Diese wurden am 1. September 2004 mit einer Gesetzesänderung auf auch bei anderen horizontalen Trikoloren übliche 3:5 abgeändert.

Kleinlitauen seit 1660
2:3  Flagge Litauens 1918–1940
1:2  Flagge der Litauischen SSR 1940–1953
1:2   Flagge der Litauischen SSR 1953–1989
1:2   Flagge der Litauischen SSR, Rückseite
1:2  Flagge Litauens 1989–2004
Flaggenvorschlag von Litauen (2001)
3:5  Flagge Litauens seit 2004

## Flaggen des Staates

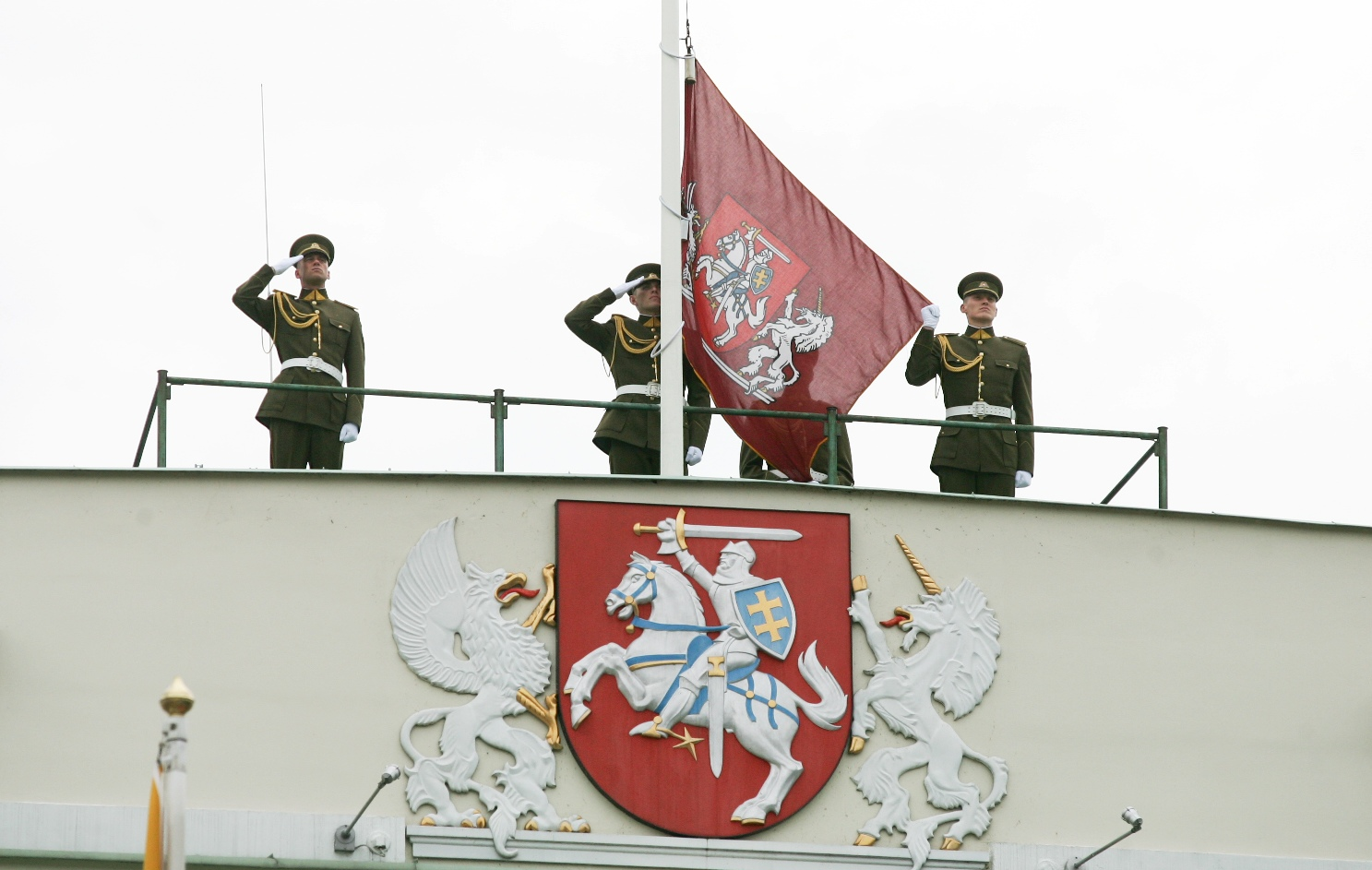
Präsidentenflagge

Mit dem neuen Flaggengesetz wurde als Staatsflagge eine rote Flagge mit dem Vytis eingeführt. Sie entspricht der Staatsflagge, die bereits vor dem Zweiten Weltkrieg verwendet wurde. Die Flagge wird an bestimmten historischen Gebäuden und an Feiertagen gesetzt:
- 16. Februar: Tag der Wiederherstellung des Staates Litauen 1918
- 11. März: Tag der Wiederherstellung der Unabhängigkeit Litauens 1990
- 6. Juli: Tag des Staates
- 15. Juli: Tag der Schlacht bei Žalgiris
- 25. Oktober: Tag der Verfassung

Dem Präsidenten Litauens wurde am 26. Januar 1993 vom Seimas eine eigene Flagge zugesprochen, die das Symbol des Staatsoberhauptes ist. Laut Artikel 12 des Gesetzes zum Amt des Präsidenten ist die Flagge „purpurfarben“ (hier ist ein dunkles Rot gemeint) und zeigt im Zentrum das Staatsemblem, das rechts von einem Greif, links von einem Einhorn getragen wird. Das Seitenverhältnis beträgt 5:6. Die Flagge wird an der Residenz des Präsidenten gesetzt, wenn er sich in der Hauptstadt Vilnius befindet und an der Sommerresidenz, wenn er sich in dem Ort befindet. Auch Schiffe und andere Fahrzeuge mit dem Präsidenten an Bord zeigen seine Flagge.
Staatsflagge und Flagge des Präsidenten waren vor dem Zweiten Weltkrieg identisch, hatten aber dafür eine unterschiedliche Vorder- und Rückseite. Auf der Vorderseite zeigte sie den Vytis, auf der Rückseite das weiße Gediminas-Symbol.

Staatsflagge seit 2004
5:6 Flagge des Präsidenten
2:3  Staats- und Präsidentenflagge vor dem Zweiten Weltkrieg, Vorderseite
2:3   Rückseite

### Militärische Flaggen
Die Seekriegsflagge Litauens ist an die britischen White Ensign angelehnt. Auf weißem Grund befindet sich ein blaues Georgskreuz mit der litauischen Trikolore in der Gösch. Das Seitenverhältnis beträgt 1:2. Mit einem Seitenverhältnis von 2:3 verwendete vor dem Zweiten Weltkrieg der Kaunas Yacht Club KYC dieselbe Flagge. Zu diesem Zeitpunkt wurde als Seekriegsflagge die litauische Trikolore verwendet mit einem roten Schild im Zentrum, das mit einem weißen Vytis-Kreuz belegt war. Das Seitenverhältnis war 1:2, für die Staatsflagge zur See wurde eine Version mit 2:3 verwendet.
Die aktuell verwendete Gösch entspricht der Staatsflagge Litauens. Vor dem Zweiten Weltkrieg war es eine rote Flagge mit grünem Rand und einem gelben Vytis-Kreuz in der Liek. In der Zeit nach 1992 hatte man zunächst eine weiße Flagge mit blauem Anker, der auf einer roten Scheibe das gelbe Gediminas-Symbol zeigt verwendet. Diese wurden zwischen 2001 und 2008 zugunsten der aktuellen Flagge aufgegeben.

1:2  Seekriegsflagge
Gösch der Marine (entspricht der Staatsflagge)
1:2   Seekriegsflagge zwischen den Weltkriegen
Gösch der Marine zwischen den Weltkriegen
Gösch der Marine nach 1992
Oberbefehlshaber der Streitkräfte
Stabschef
Oberbefehlshaber der Marinestreitkräfte

## Subnationale Flaggen Litauens

### Kommunale Flaggen
Beispiele für kommunale Flaggen Litauens. Sie nehmen sich meist die kommunalen Wappen als Vorlage.

Vilnius
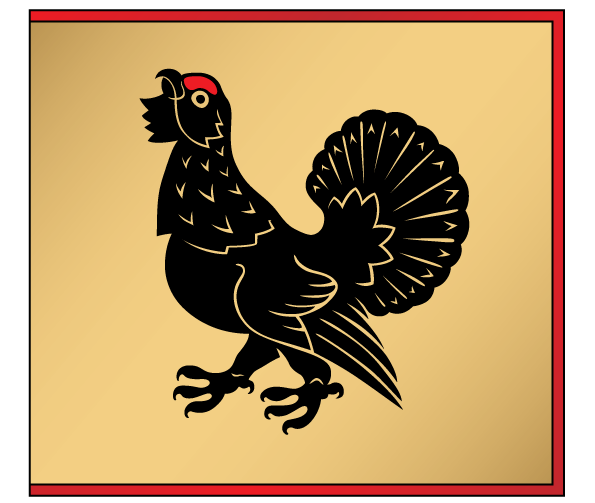
Bubiai
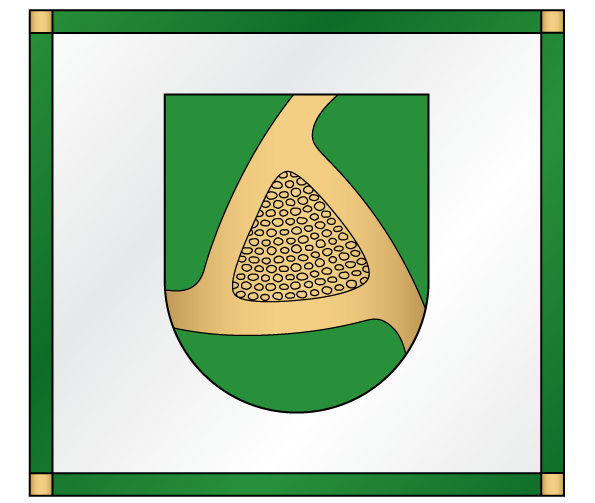
Butrimonys
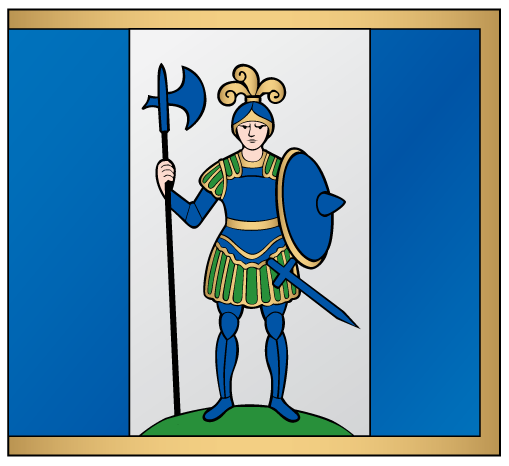
Daugai
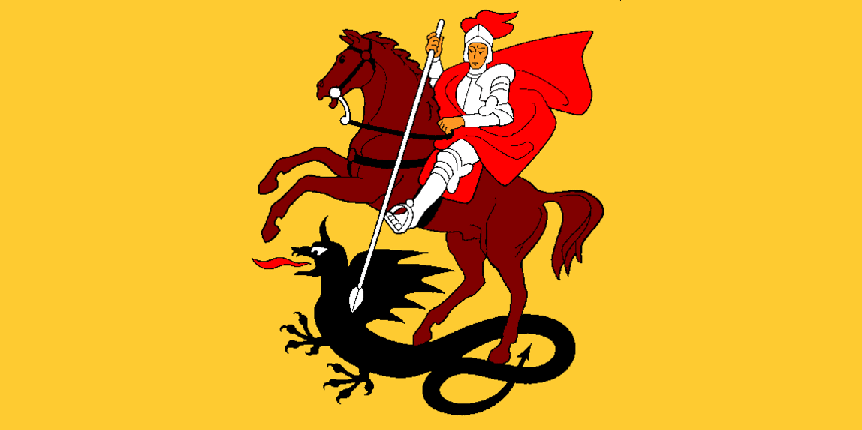
Marijampolė

### Historische Landschaften Litauens
Samogitien (Žemaitėjė) ist eine historische Landschaft im Nordwesten des heutigen Litauens. Im Mittelalter verfügte sie über eine weitreichende Autonomie. Ihre Flagge war weiß mit Schwalbenschwanz, das ihr Bärenwappen führte. Eine politische Bewegung, die eine entsprechende Autonomie Samogetiens im heutigen Litauen fordert, veröffentlichte 2008 eine neuere Version als Entwurf. Auch Oberlitauen (Aukschtaitien) verfügt über eine inoffizielle Flagge, die sein Wappen und zwei Schildträger auf rotem Grund zeigt.

Samogitien
Moderne Version der samogetischen Flagge
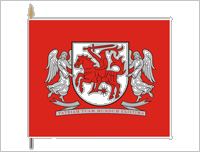
Oberlitauen

## Ähnliche Flaggen
Die 2010 eingeführte Nationalflagge Myanmars besitzt das gleiche Farbschema wie die Flagge Litauens, hebt sich aber durch einen weißen Stern in der Mitte ab. Die Gestaltung geht auf ältere Flaggen aus den 1940er Jahren zurück, kulturelle oder historische Verbindungen zu Litauen bestehen nicht. Die inoffizielle Flagge der dänischen Ostseeinsel Ærø gleicht der litauischen bis auf marginale Abweichungen in Farbtönen.

4:7  Flagge Myanmars seit 2010
Inoffizielle Flagge Ærøs